# Eukoenenia pretneri
Espèce
Eukoenenia pretneri est une espèce de palpigrades de la famille des Eukoeneniidae.

## Distribution
Cette espèce est endémique de Croatie. Elle se rencontre à Vilina Pećina en Dalmatie.

## Description
Le mâle holotype mesure 1,11 mm.

## Publication originale
- Condé, 1977 : Nouveaux palpigrades du muséum de Genève. Revue Suisse de Zoologie, vol. 84, no 3, p. 665-674 (texte original).